# Білогірськ
Білогі́рськ (до 1944 року — Карасувбаза́р; крим. Qarasuvbazar) — місто в Україні, адміністративний центр Білогірського району Автономної Республіки Крим. Розташоване в долині річки Біюк-Карасу і її приток — невеликих річок Сарису і Тана-Су за 45 км на схід від Сімферополя (автошлях Р23).

## Населення
Населення — 18 тис. осіб, з яких: росіяни — 37 %, кримські татари — 28 %, українці — 24 % та інші.
Є автостанція, яка пов'язує Білогірськ з усіма містами АР Крим.

### Національний склад
Розподіл населення за національністю за даними перепису 2001 року:
| Національність  | Відсоток |
| --------------- | -------- |
| росіяни         | 56,04 %  |
| кримські татари | 27,83 %  |
| українці        | 12,51 %  |
| білоруси        | 0,55 %   |
| татари          | 0,40 %   |
| вірмени         | 0,15 %   |
| поляки          | 0,12 %   |
| молдовани       | 0,10 %   |
| інші/не вказали | 2,30 %   |

### Мовний склад
Рідна мова населення за даними перепису 2001 року:
| Мова              | Чисельність, осіб | Доля    |
| ----------------- | ----------------- | ------- |
| Російська         | 11 562            | 62,77 % |
| Кримськотатарська | 5 087             | 27,62 % |
| Українська        | 1 378             | 7,48 %  |
| Білоруська        | 24                | 0,13 %  |
| Грецька           | 14                | 0,08 %  |
| Вірменська        | 10                | 0,05 %  |
| Румунська         | 10                | 0,05 %  |
| Німецька          | 7                 | 0,04 %  |
| Болгарська        | 6                 | 0,03 %  |
| Польська          | 2                 | 0,01 %  |
| Інші/Не вказали   | 320               | 1,74 %  |
| Разом             | 18 420            | 100 %   |

## Назва

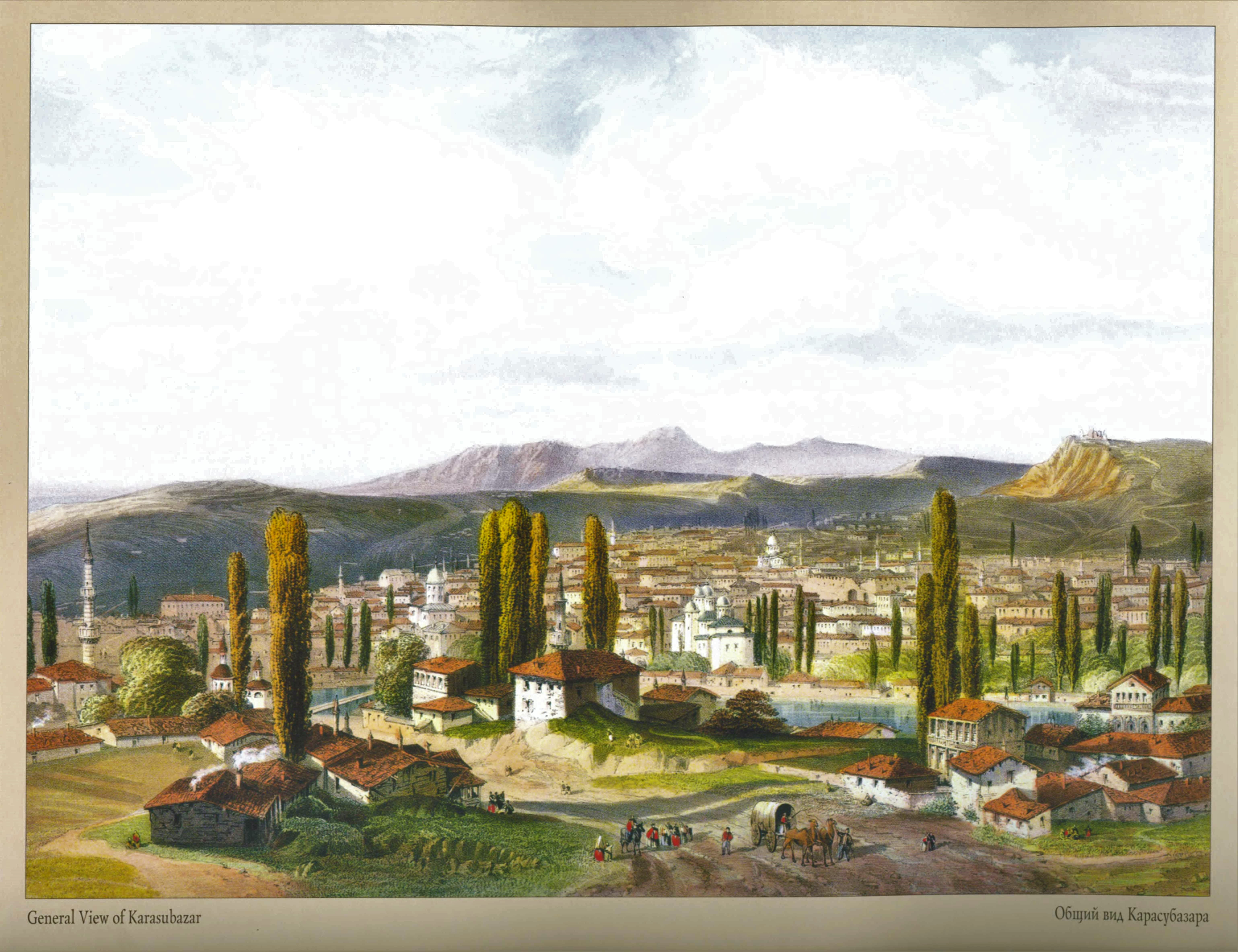
Карло Боссолі. Карасубазар.

Історична назва міста — Карасувбазар (змінена після депортації кримських татар радянською владою), у перекладі з кримськотатарської означає «ринок на Карасу». Карасу — невелика річка, на якій розташоване місто. Її назва дослівно перекладається на українську як «чорна вода» (qara — чорний, suv — вода), у тюркських мовах так називають річки, що починаються виступаючими з-під землі джерелами (на відміну від aq suv — білої води — поточної з гірських льодовиків).
За записами Іогана Тунманна, греки називали місто Маврон Кастрон (чорний замок). Проте, це єдина згадка цієї назви.

## Історія
У Криму був головним містом окремого каймаканства. У 15 ст. став значним містом, наприкінці 16 ст. за кількістю населення випереджав усі міста півострова. Станом на 1666 рік в місті було 28 мечетей, які описав відомий мандрівник Евлія Челебі.
З 1623 — Карасубазар (у перекладі з кримськотатарської — ринок на чорній воді).
Тричі (1624, 1628, 1630) Карасубазар завойовували запорожці. У 1675 на Карасубазар здійснив похід загін запорізьких козаків на чолі з кошовим отаманом Сірком і звільнив тисячу полонених.
У 1736, після того, як російській фельдмаршал Мініх зайняв і спалив ханську столицю Бахчисарай, кримський хан Фетіх II Ґерай переніс столицю в Карасубазар, а з 1737 — місто було зайняте російськими військами під керівництвом генерала Дугласа.
1772 року в місті було підписано Карасубазурський трактат, який формально визначав статус Кримського ханства як незалежної держави.
У 1777 — російський загін під керівництвом О. Суворова, в околицях Карасубазара, переміг османсько-кримські війська.
З 1784 — Карасубазар був центром головного управління Новопрісоєдінєнного краю.
З давніх часів це було багатонаціональне місто, до 1770-х рр. значну частину його населення становили вірмени; один з осередків створення вірменських рукописів.
За переписом 1897 року кількість мешканців зросла до 12968 осіб (6603 чоловічої статі та 6365 — жіночої), з яких 2515 — православної віри, 3191 — юдейської, 6330 — магометанської. Наприкінці 19 століття в місті діяло 23 мечеті, але до 1935 року залишилася лише одна мечеть «Йилдирим Джамі», що було свідомою політикою комуністичного режиму з викорінення релігії. Будівельні матеріали залишені від зруйнованих мечетей, каравн-сараїв та тисячу надгробків-памятників в кримськотатрському цвинтарі були використані для будівництвра Тайганського водосховища в 1934—1938 роках.
З 1921 — райцентр, а з 1926 — місто.

## Економіка
Найбільше підприємство — Білогірський виноробний завод. Діють також філіал ВАТП «Білогірський завод продтоварів» і ВАТП «Білогірський завод добувних матеріалів», КП «Білогірське кар'єроуправління» та інші.

## Соціальна сфера
У місті — 4 загальноосвітніх школи, 2 лікувальних установи, поліклініка, Будинок культури, кінотеатр, 2 бібліотеки, музична і дитяча спортивні школи, 2 стадіони. Також є краєзнавчий музей, готель.
Є дві мечеті: Рефат Веліулла Джамі та Сари-Су Алі Джамі.

## Пам'ятки

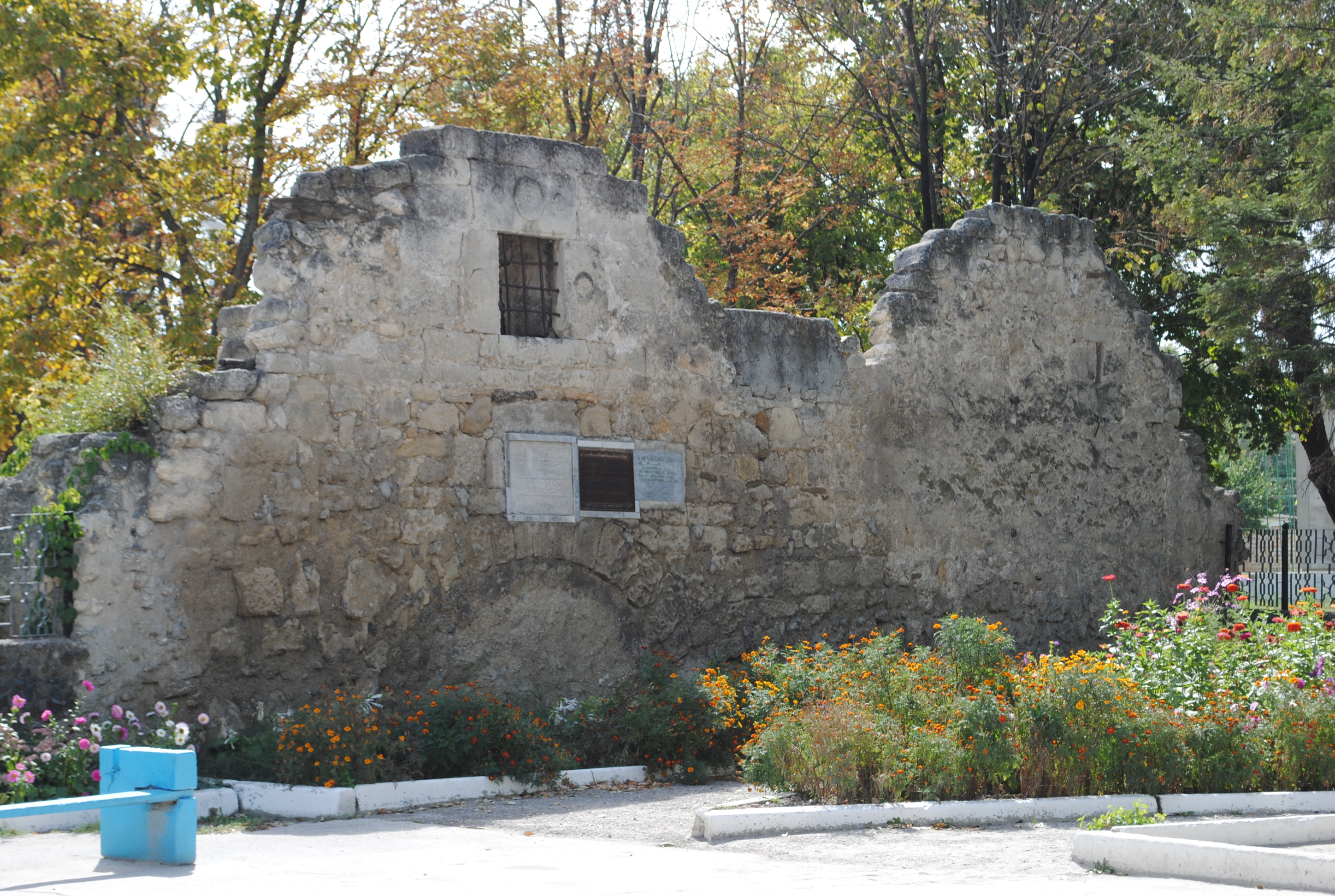
Караван-сарай Таш-Хан XIII—XVI ст.

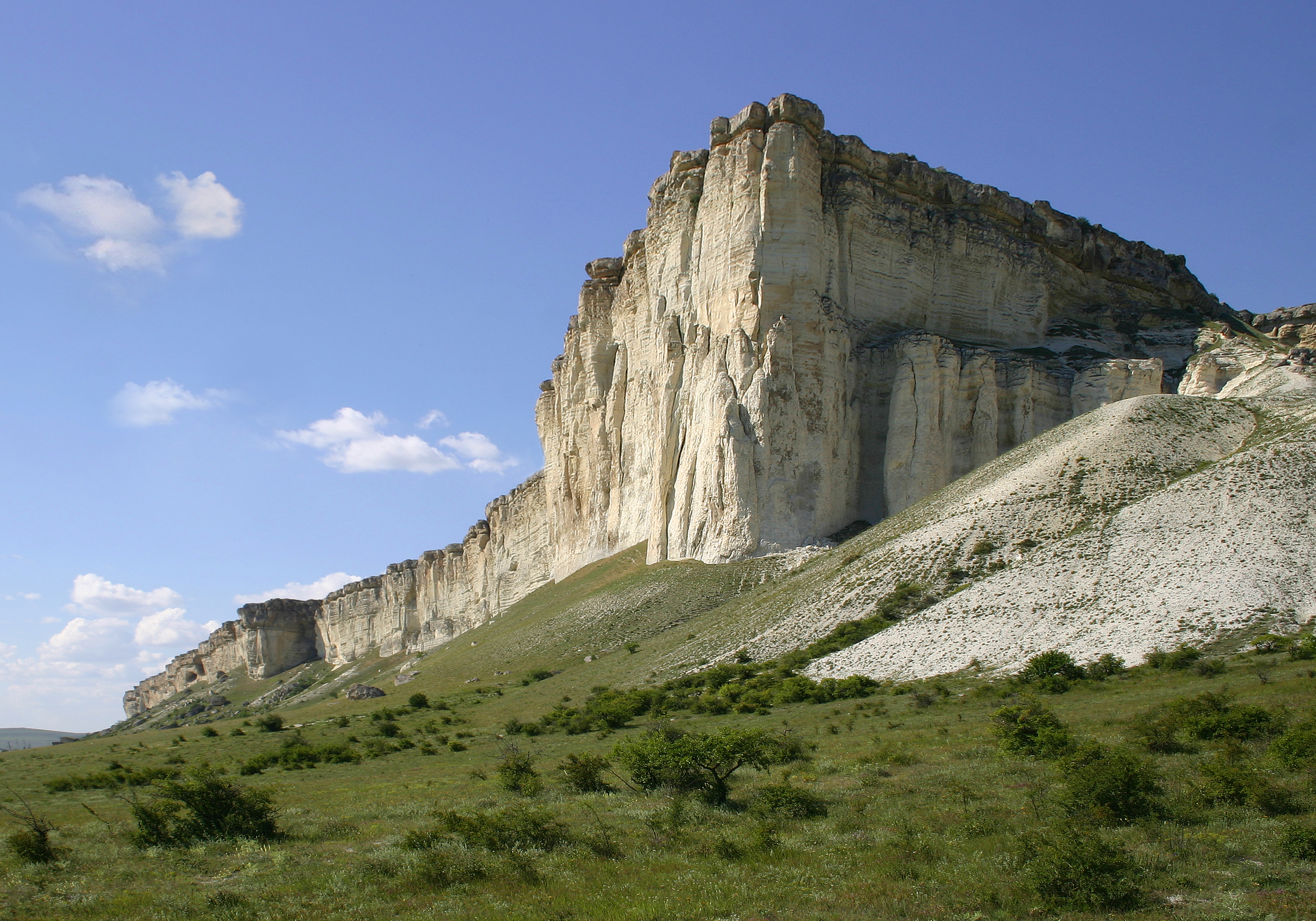
Скеля Ак-Кая

- Найдавніша пам'ятка архітектури — залишки караван-сараю Таш-Хан (45°3′15″ пн. ш. 34°36′16″ сх. д. / 45.05417° пн. ш. 34.60444° сх. д.), зведеного в XV ст.
- Поблизу міста, біля села Біла Скеля (Ак-Кая), розташований дивовижний пам'ятник природи — скеля Ак-Кая.
- Сафарі-парк «Тайган», у якому близько 50 африканських левів вільно живуть на площі більш ніж 30 га. Відвідувачі парку можуть спостерігати левів в умовах природної природи Криму. При цьому відвідувачі знаходяться на безпечних спеціально обладнаних мостах, розташованих над територією з левами. Довжина оглядових мостів над сафарі-парком складає більше 1 км.

На території міста встановлено пам'ятники:
- на честь перемоги російських військ під командуванням Олександра Суворова над османсько-кримськими військами в 1777,
- воїнам і партизанам Другої світової війни,
- на честь тричі Героя Соціалістичної Праці фізика Кирила Щолкіна,
- Герою Радянського Союзу А. Мірошніченку,
- воїнам-афганцям.

## Відомі люди
У 1620–1622 роках тут у татарському полоні перебував Богдан Хмельницький.
У Білогорську народились:
- вчений-тюрколог та кримськотатарський поет Бекір Чобан-заде
- адмірал Лазар Серебряков
- Герой Радянського Союзу Олексій Мірошниченко
- співачка Ельзара Баталова
- письменник і журналіст Решид Мурад (Муратов Решид Мустафайович)
- український контррозвідник Вадим Поярков.

Проживали:
- вірменський композитор Олександр Спендіаров
- вірменський релігійний діяч Гаврило Айвазовський
- кримськотатарський художник-графік Нетовкін Раміз Андрійович.

## Міста-побратими
- Ялова (Туреччина)
- Нове-Място-Любавське (Польща)

## Галерея

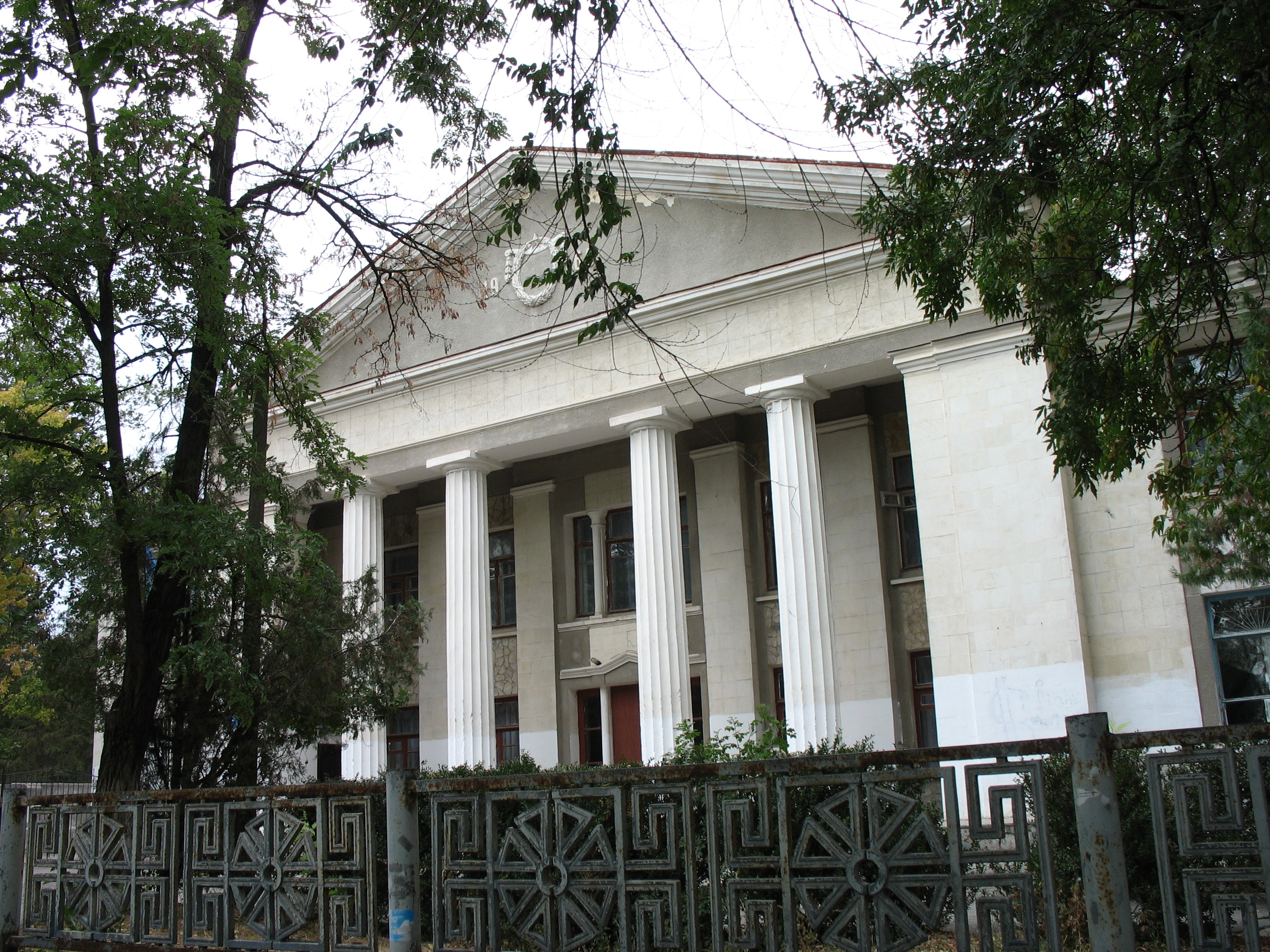
Будинок культури в Білогірську
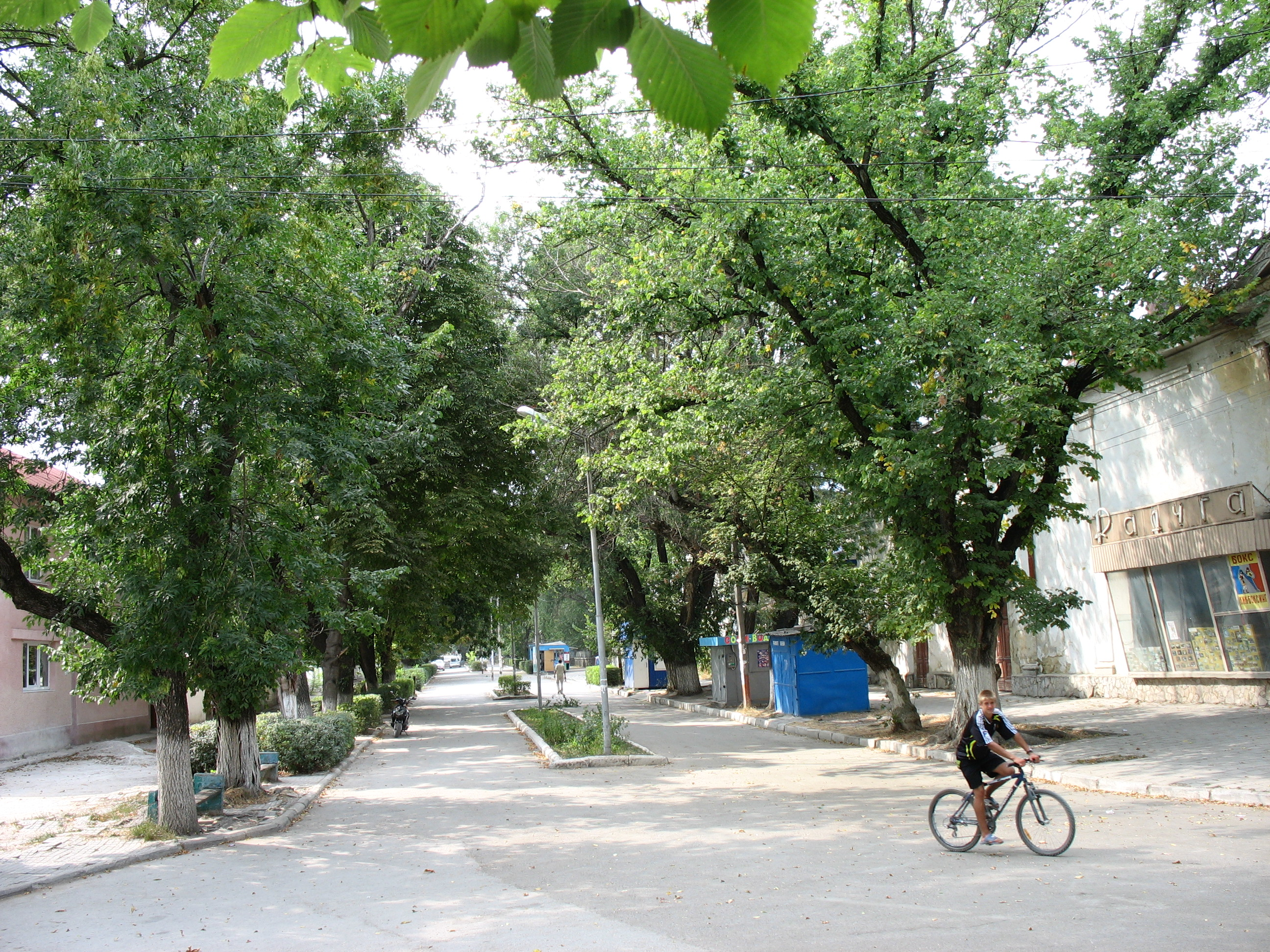
вул. Луначарського
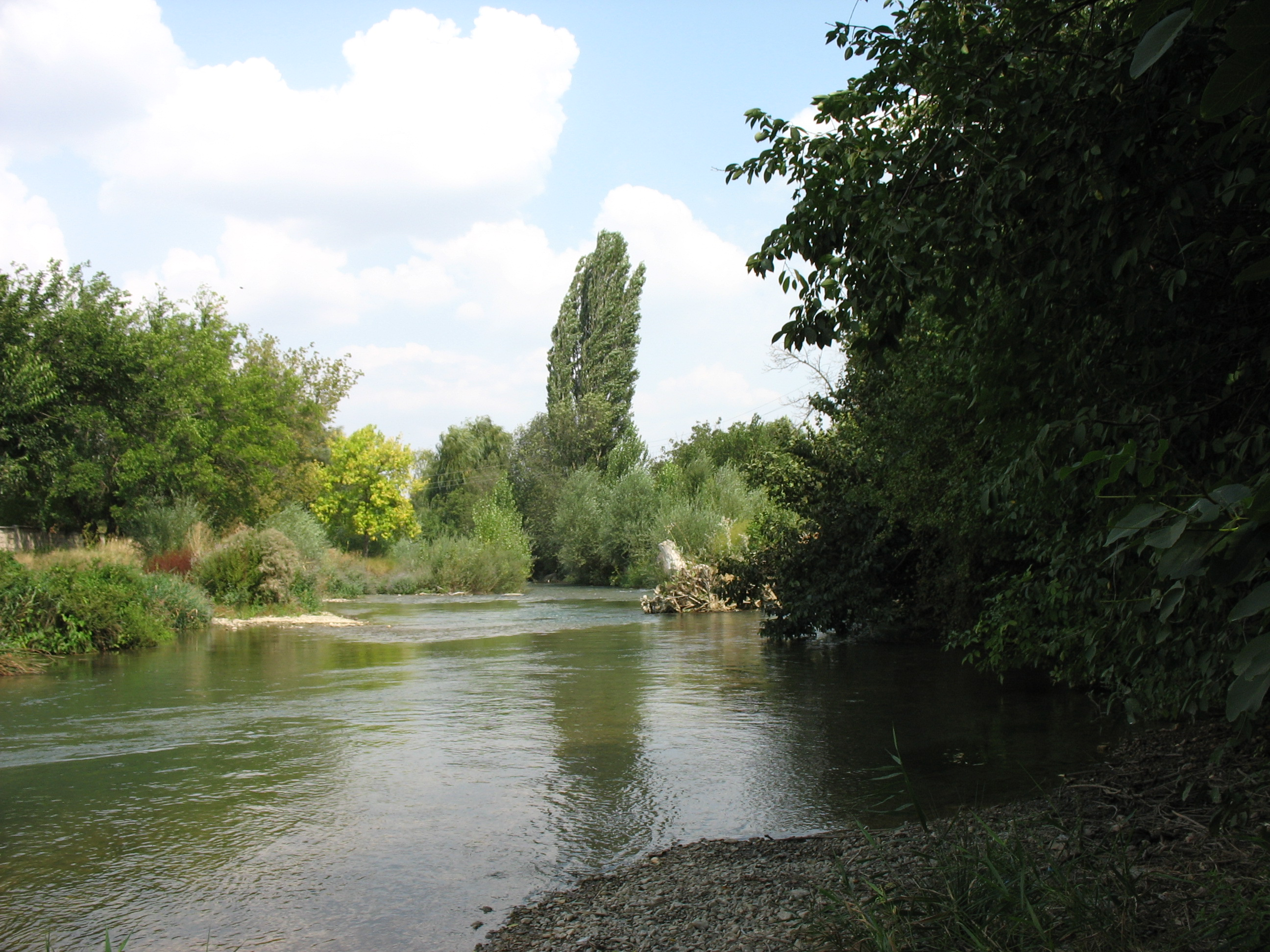
річка Біюк-Карасу
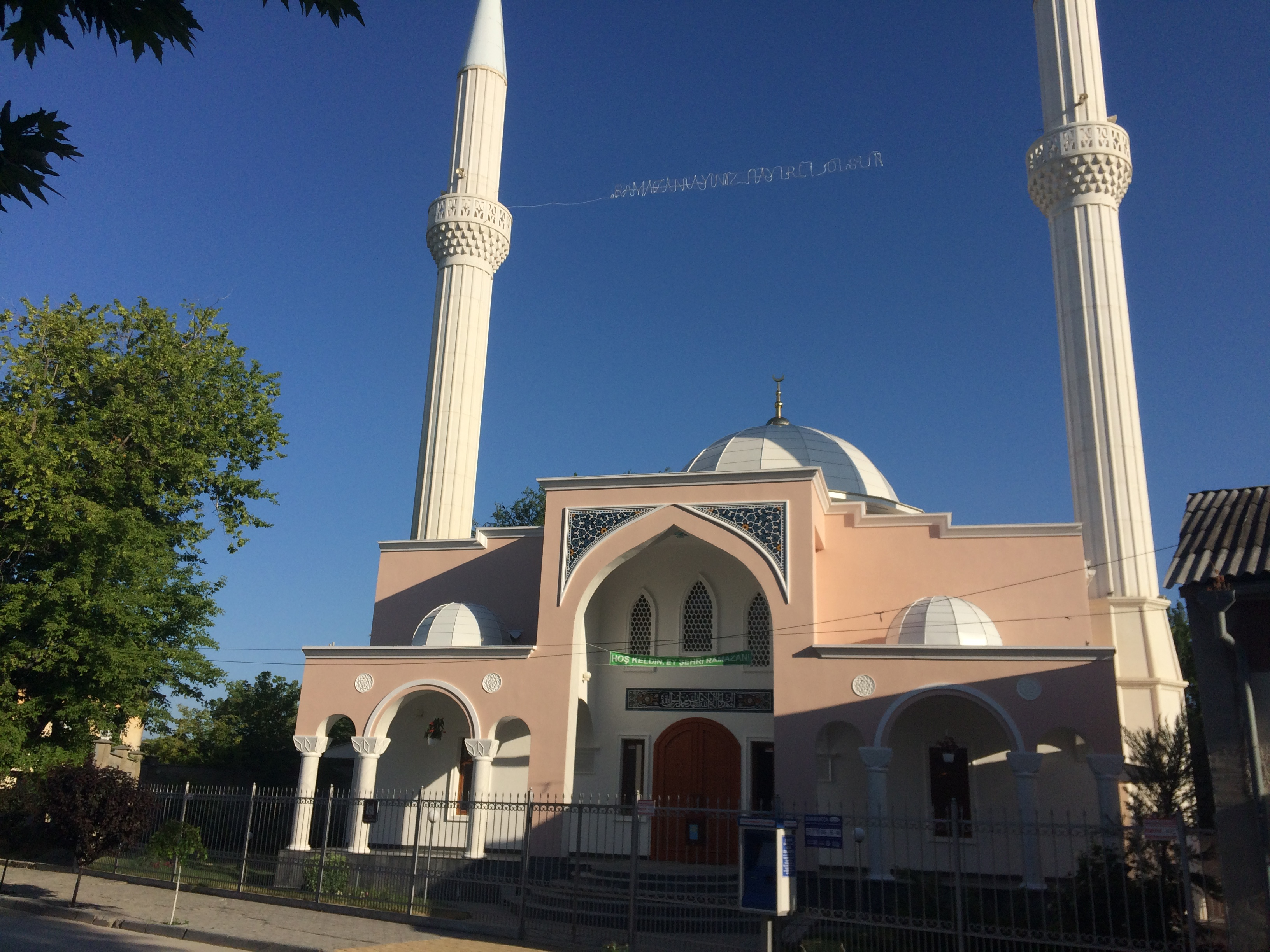
Соборна мечеть Рефат Веліулла Джамі